# Iniistius trivittatus
Iniistius trivittatus е вид лъчеперка от семейство Labridae.

## Разпространение
Видът е разпространен във Виетнам, Китай, Провинции в КНР и Тайван.